# Karl Schwegler

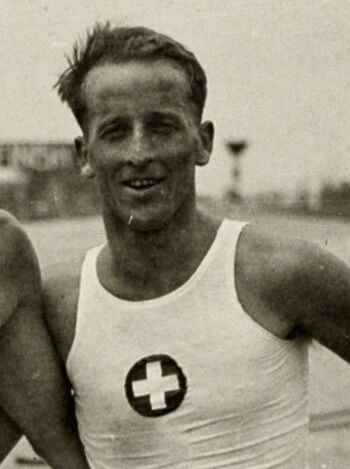
Karl Schwegler (1928)

Karl Schwegler (* 17. September 1902; † unbekannt) war ein Schweizer Ruderer, der bei den Olympischen Spielen 1928 Zweiter im Vierer mit Steuermann wurde.
Karl Schwegler war zusammen mit Ernst Haas, Joseph Meyer, Otto Bucher und Fritz Bösch bereits in den Vorrunden mehrfach auf den ersten Platz gekommen, wurde aber im Final von den Italienern auf den zweiten Platz gedrängt.